# NGC 1383
NGC 1383 je galaksija u zviježđu Eridan.

## Vanjske poveznice
- SEDS: NGC 1383